# Шарль Амедей Колер

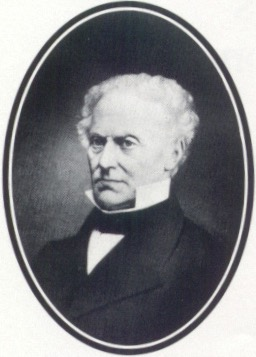
Шарль Амедей Колер

Шарль Амедей Колер (фр. Charles-Amédée Kohler; 15 червня 1790 — 15 вересня 1874) — швейцарський підприємець і винахідник, засновник торгової марки Kohler.
Народився 15 червня 1790 року в Лозанні в родині Готліба (пізніше відомого під французькою версією імені Амедей) Колера, торговця колоніальними товарами та вином з Бюрен-ан-дер-Аре, та Анни Ернст. Ще молодим Шарль приєднався до бізнесу свого батька, а в 1817 році уклав партнерство зі своїм братом Фредеріком і батьком, заснувавши оптову фірму Amédée Kohler et Fils.
У 1830 році Колер купив млин у центрі Лозанни і заснував власну шоколадну фабрику. У тому ж році він створив рецепт твердого шоколаду з фундуком. Колера також вважають винахідником шоколадних батончиків.
Після смерті свого батька в 1833 році Колер повністю присвятив себе виробництву шоколаду. Брат залишив фірму наступного року.
У 1865 році з компанії пішов і сам Колер, передавши управління своїм синам — Шарлю Амедею і Адольфу.
Помер Колер у Лозанні 15 вересня 1874 року.